# 池田運
池田 運（いけだ はこぶ、1928年 - ）は、ヒンディー語文学の翻訳者でインド研究家。日印友好のために広く活動したことでも著名であり、代表的著作に『インドの農村に生きる』がある。一般社団法人日印サルボダヤ交友会員。

## 略歴
池田運は、1928年（昭和3年）、熊本県の農家に生まれた。1945年（昭和20年）、旧制熊本県立中学校済々黌を卒業し、その後は、自宅で家業を手伝った。1949年（昭和24年）からは熊本県菊池郡西合志町の役場に勤務していた。
1956年（昭和31年）、熊本の篤志家児玉亀太郎の世話で、当時、東京大学の神谷慶治教授が主催していた「日印土の会」から、農業指導のために派遣される青年6名のうちの1人に選ばれてインドへ渡った。インドでは、マハトマ・ガンディーの思想に基づく農村開発運動であるサルボーダヤ運動に参加した。このとき、ガンディーの高弟で1952年にブッダガヤにサマンバヤ・アシュラム（調和道場）を開設したヴィノーバー・バーヴェー（Vinoba Bhave）やインド人民社会党の結成者でJP運動で知られるジャヤプラカーシュ・ナーラーヤン（Jayaprakash Narayan）など、インドの要人と知遇を得た。1961年（昭和36年）、日本に一時帰国して結婚。翌1962年（昭和37年）には妻をともなって再びインドに渡り、オリッサ州サンバルプル県に所在する日印両国政府提携の模範農場に勤務した。主著『インドの農村に生きる』は1964年、家の光協会から発行されている。池田は、インド農民と起居をともにし、ともに働き、便所の汲み取りまでおこなった。集落の人びとに石を投げつけられるような体験も味わっている。
1965年（昭和40年）に帰国して、ヒンディー文学の翻訳に取り組んだ。また、インド要人が来日した際に通訳の支援をおこなうなど日印友好のために広く活動した。1973年（昭和48年）から1988年（昭和63年）にかけては、東京都国分寺市の中央線西国分寺駅駅前で「新宿中村屋」菓子店を営業するかたわら慶應義塾大学文学部で学び、1985年（昭和60年）に卒業している。文学士。1988年の「新宿中村屋」閉店後はヒンディー文学の翻訳に専念している。

## 翻訳上のスタンス
インド文化が日本に受け入れられない理由を、神名や人名を表記する際にヴァ、ヴィ、ヴェや長音が多用されているため、とみなしている。
ヴァ、ヴィ、ヴェという表記を廃し、長音の使用を抑え、彼が日本風で親しみやすいと考える表記法を用いることが日本とインドの文化交流に貢献するとしている。彼が翻訳上で用いる表記ではシヴァは「シワ」、ヴェーダは「ベダ」、ラクシュミーは「ラクシミ」となる。

## 逸話
- 旧制中学卒業後の池田は、家業の農業にもあきたらず、役所勤めにも馴染めずに、将来の展望もない状態だったという[4]。
- 池田は、その著書のなかで、ヴィノーバー・バーヴェーやJ.P.ナーラーヤンとの運命的な出会いを「インドの聖者と日本の洟垂れ小僧の不思議な出会い」という表現で記しているが、初めて会ったヴィノーバー・バーヴェーから「この人は、ヨギ（インドで最も尊敬されている行者）の目をしている」と言われたという[4]。
- コルカタでタクシーに乗った池田が、車を降りて料金を払おうとすると、運転手が「お金は要らない。あなたのような立派な人からお金を貰うわけにはいかない」と言い、どうしても代金を受けとらなかった。その理由を聞くと、運転手は「車中の会話を通じてただならぬ人と感じた。代金を受けとらぬのはそのような人に出会えた喜びの印だ」と答えたという[1]。

## 著書
- 『インドの農村に生きる』家の光協会、1964年11月。

## 訳書・解説書
- モハンダス・カラムチャンド・ガンディー『ガンジー自叙伝―真理の実験』講談社出版サービスセンター（製作）、1998年1月。ISBN 4876014310 （自費出版）
- ハリーバーウ・ウパッデャイ『バープー物語―われらが師父、マハトマ・ガンジー』講談社出版サービスセンター、1998年1月。ISBN 4876014329
- 『シュリマド・バガワッドギータ』講談社出版サービスセンター、2000年6月。ISBN 978-4876015146
- トゥルシダース『ラーマヤン-ラーム神王行伝の湖』講談社出版サービスセンター、2003年7月。ISBN 4876016496
- 『マハバーラト』（全4巻）講談社出版サービスセンター
  - （第1巻）2006年6月 。ISBN 4876017395、（第2巻）2007年4月。ISBN 4876018073、（第3巻）2008年5月。ISBN 487601809X、（第4巻）2009年1月。ISBN 4876018103
- ビノバ・バーベ『ギータ完全解説 ギータプラワチャン』講談社出版サービスセンター、2009年3月。ISBN 978-4876018703
- ワルミキ『ワルミキ・ラーマヤン』（2巻組）講談社ビジネスパートナーズ、2014年10月。ISBN 978-4876019410